# Thrombozytenreiches Plasma
Thrombozytenreiches Plasma (auch plättchenreiches Plasma, PRP, oder autologes conditioniertes Plasma) wird durch Plasmapherese mit einem Autotransfusionsgerät oder einem speziellen Tischgerät aus autologem Patientenvollblut hergestellt. Das Trennungsprinzip beruht auf Zentrifugalkraft, durch die sich die einzelnen Blutbestandteile aufgrund ihres unterschiedlichen spezifischen Gewichts schichtweise anordnen und dann separat gesammelt werden können (Plasmapherese). Das Vollblut wird dabei in die Bestandteile Erythrozyten, Thrombozytenarmes Plasma (PPP) und Thrombozytenreiches Plasma getrennt (→ Blutplasma). In einem zweiten Arbeitsschritt kann aus dem separierten PRP ein thrombinreiches Gel (autologes Plättchengel, APG) hergestellt werden. Dieses kann bei der Wundheilung, auch gerade bei chronischen Wunden eine wichtige Rolle spielen. Einen weiteren positiven Effekt verspricht die Methode auf postoperative Nachblutung und Schmerzen. Bei Blutungen und Thrombozytenmangel kann zur Behandlung angereichertes Plasma (Thrombozytenkonzentrat) von Fremdspendern (allogenen Spendern) verwendet werden.

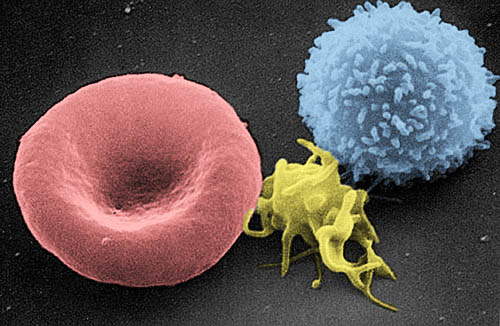
Von links nach rechts: Erythrozyt, Thrombozyt, Leukozyt

## Geschichte
Bereits in den frühen 1960er Jahren wurde von Schulte die Möglichkeit beschrieben, Wunddefekte mit autologem Eigenblut zu behandeln. Dazu wurde zunächst autologes Blut und einige Jahre später zentrifugiertes Eigenblut zur Füllung von Zysten verwendet.
Allerdings fanden diese Arbeiten international wenig Beachtung. Erst ab etwa 1996 wurden autologe Blutprodukte wieder zur Blutstillung bzw. als Gewebekleber verwendet. 1997 kam es zur Veröffentlichung eines Verfahrens zur Herstellung von PRP. 1998 wurde die erste klinische Studie zur Anwendung von PRP an Patienten in der Kieferchirurgie veröffentlicht.
Anwendung findet PRP heute vor allem in der Zahn-, Mund und Kieferchirurgie, der Orthopädie, der plastischen Chirurgie und bei der Behandlung diabetischer Wunden, jedoch auch in der Herz-, Thorax- und Gefäßchirurgie. Bei vielen Veröffentlichungen aus diesen Bereichen ist es allerdings so, dass es sich lediglich um Beschreibungen von Einzelfällen oder Fallserien handelt und nur wenige Arbeiten eine fundierte wissenschaftliche Untersuchung darstellen. Deshalb fällt aus diesem Grund auch die Definition der Bundesärztekammer entsprechend knapp aus.
Die Herstellung von PRP erfolgte in den 1990er Jahren vor allem mit Geräten für maschinelle Autotransfusion in komplexen Arbeitsschritten. Heute stehen neben modernen Autotransfusionsgeräten mit halbautomatischen Programmen auch eine Reihe von Tischgeräten verschiedener Anbieter zur Verfügung, welche die Herstellung von PRP mit geringen Blutmengen erlauben. Deren Effektivität in Bezug auf die Qualität des erzeugten Thrombozytenreichen Plasmas hat im Vergleich zu den Anfängen ebenfalls zugenommen.

## Herstellung
Die Menge des zu entnehmenden Blutes ist abhängig von dem verwendeten Gerät zur Plasmapherese. Sie liegt bei Verwendung eines Tischgerätes bei etwa 20 bis 100 ml Vollblut. Für ein Autotransfusionsgerät werden zwischen 350 und 500 ml benötigt. Das verwendete Gerät richtet sich nach der Menge des benötigten Plättchenreichen Plasmas. Kleine Tischgeräte finden vor allem bei ambulanten und kleineren operativen Eingriffen Verwendung (z. B. Zahnmedizin, plastische Chirurgie etc.). Autotransfusionsgeräte werden vor allem bei größeren operativen Eingriffen angewendet (z. B. Herz-, Thorax- und Gefäßchirurgie). Dem Patienten wird das Blut von einem Arzt nach der Methode akute normovoläme Hämodilution unter Kontrolle des Blutdrucks und der Bereitstellung von Volumen- und Flüssigkeitsersatz entnommen. Für diese größere Blutmenge wird ein bei der Blutspende übliche Blutleerbeutel verwendet, in dem die Gerinnung des Blutes mit Citrat verhindert wird. Bei Verwendung eines Tischgerätes kann dagegen mit einer Spritze Blut entnommen werden.
Das Vollblut wird dem Patienten entnommen und zentrifugiert. Das oben schwimmende Plasma wird je nach Methode separiert oder nochmals zentrifugiert. Damit erreicht man eine 3- bis 4-fache Konzentration an Thrombozyten in einem kleinen Plasmavolumen. Die erzeugte Menge PRP liegt zwischen wenigen Millilitern bei einem Tischgerät und bis zu 50 Millilitern mit einem Autotransfusionsgerät. Dieses Produkt muss innerhalb von acht Stunden angewendet werden. Über Zentrifugalkraft und -dauer gibt es unterschiedliche Angaben.
Es ist einer der Vorteile der Methode, dass für den Patienten kein Blut verloren geht. Auch bei der Entnahme größerer Mengen kann nach der Plasmapherese die Erythrozyten und das plättchenarme Plasma retransfundiert (→Bluttransfusion) werden, während das thrombozytenreiche Plasma der geplanten Verwendung zugeführt wird.

## Wirkungsweise
Thrombozyten haben einen hohen Gehalt an verschiedenen Wachstumsfaktoren und Zytokinen, etwa „Platelet Derived Growth Factor“, „Transforming Growth Factor-β1 und β2“, „Epidermaler Wachstumsfaktor“ (EGF), „Fibroblast growth factor“, „Epithelial growth factor“, „Insulinähnliche Wachstumsfaktoren“ und „Platelet-Derived Angiogenesis Factor“. Durch physiologische oder künstliche hervorgerufene Thrombozytenaktivierung werden diese Faktoren freigesetzt und wirken chemotaktisch sowie direkt und indirekt geweberegenerativ. Mesenchymale Stammzellen und Fibroblasten sowie mononukleäre Leukozyten werden zur Proliferation angeregt und lokal angezogen.
Einige Studien empfehlen die Thrombozyten mit verschiedenen Mengen an Calciumchlorid oder Thrombin zu aktivieren (→autologes Plättchengel, APG). Eine Aktivierung der Thrombozyten ist vor allem dann sinnvoll, wenn die Wundheilung aus unterschiedlichen Gründen gestört ist. Botenstoffe können dann aufgrund von Mikrozirkulationsstörungen nicht aus dem Wundgebiet in den Körperkreislauf gelangen und die Wundheilung in Gang bringen. Hier sind vor allem chronische Wunden oder große Operationswunden zu nennen, bei denen ebenfalls eine gestörte Wundheilung zu erwarten ist.

## Anwendung
Die Indikationen aus der Human-, Zahn- und Veterinärmedizin sind vielfältig: schlecht heilende Wunden, Sehnenentzündungen, Frakturbehandlung, langsame Knochenregeneration, Gelenkleiden (Arthropathie), Keratitiden usw. Vor allem in der Mund- und Gesichtschirurgie wird PRP häufig eingesetzt. Einsatzgebiet sind aber auch in zunehmendem Maße die Herz-, Thorax- und Gefäßchirurgie, wo PRP vor allem zur Prophylaxe von Wundheilungsstörungen eingesetzt wird. Mittlerweile wird auch in der ästhetischen Chirurgie Thrombozytenreiches Plasma angewendet, etwa in der Augenlidstraffung.
Die Übertragung (Transplantation) von Thrombozytenreichem Plasma gilt als Herstellung eines Arzneimittels, wenn der behandelnde Arzt oder Zahnarzt es selbst hergestellt hat. PRP unterliegt dem Transfusionsgesetz.